# Christoph Martin von Degenfeld
Christoph Martin von Degenfeld, född 1599, död 13 oktober 1653, var en tysk friherre och militär. Han var far till Hannibal von Degenfeld.

## Biografi
Trots att von Degenfeld var protestant kämpade han till en början på katolikernas sida i Trettioåriga kriget under Albrecht von Wallenstein, Johann Tserclaes Tilly och Ambrogio Spinola, men 1631 gick han som överste i svensk tjänst, och deltog bland annat i slaget vid Lützen. Efter slaget vid Nördlingen bytte han den svenska tjänsten mot fransk tjänst och blev befälhavare för det utländska kavalleriet. 1642 gick von Degenfeld i staten Venedigs tjänst och blev 1645 generalguvernör i Dalmatien. Han kämpade här med framgång mot turkarna men tog 1649 avsked och dog på sina gods i Schwaben.